# Exoneura variabilis
Exoneura variabilis är en biart som beskrevs av Rayment 1949. Exoneura variabilis ingår i släktet Exoneura och familjen långtungebin. Inga underarter finns listade i Catalogue of Life.